# Ohio Northern University
Die Ohio Northern University (ONU) ist eine private, der United Methodist Church nahestehende Universität in Ada (Ohio) und wurde 1871 von Henry Solomon Lehr unter dem Namen Ohio Normal University gegründet.
Das Maskottchen der Universität ist ein Eisbär namens Klondike, weshalb das Zentrum ihres Geländes Tundra genannt wird. Die ONU hat das englische Motto Large enough to challenge, small enough to care und das lateinische Ex Diversitate Vires.

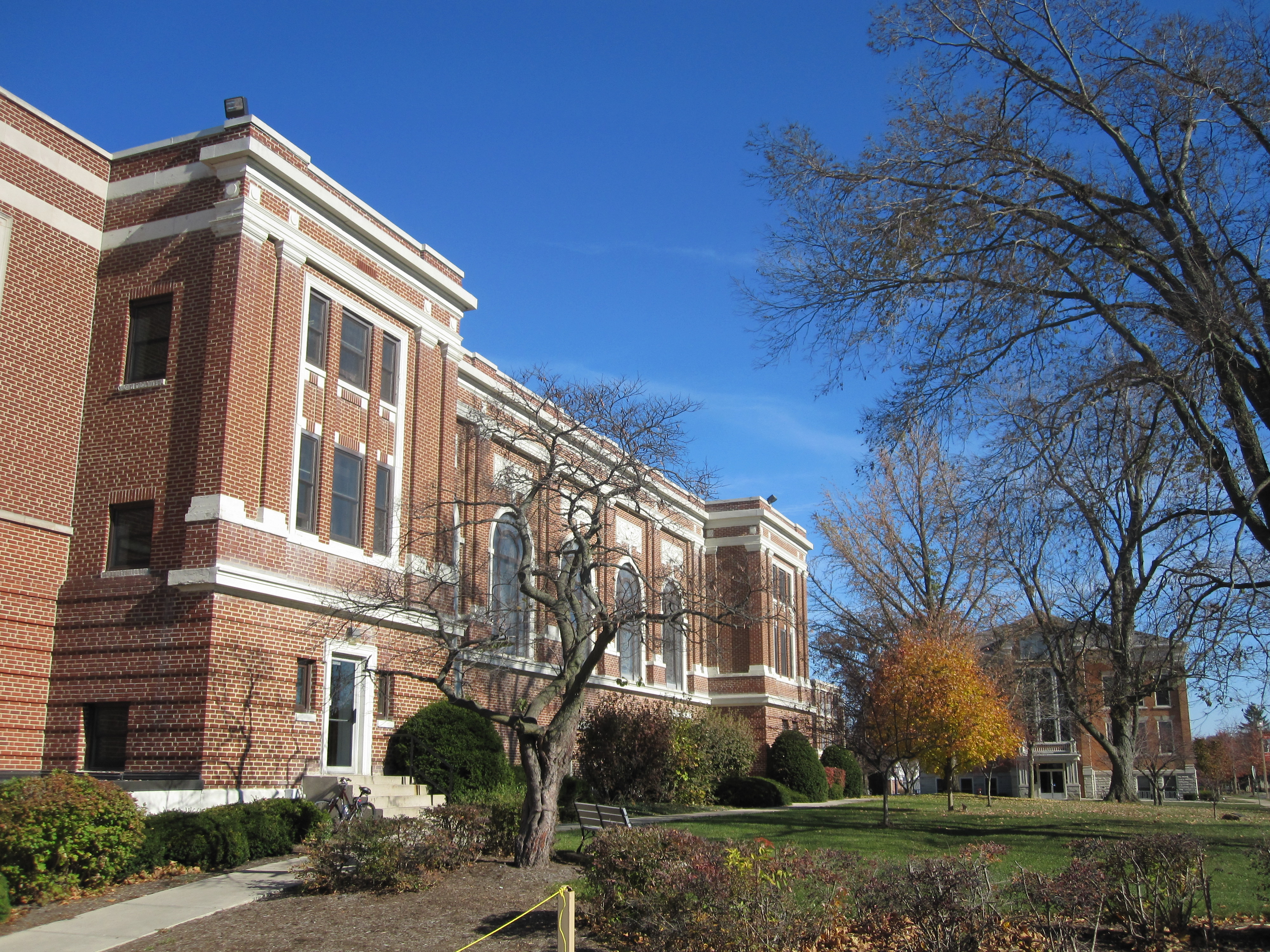
Gebäude (Music Center) der Ohio Northern University

## Zahlen zu den Studierenden, den Dozenten und den Mitarbeitern
Im Herbst 2021 waren 3.116 Studierende aus 15 Ländern an der ONU eingeschrieben. Davon strebten 2.426 (77,9 %) ihren ersten Studienabschluss an, sie waren also undergraduates. Von diesen waren 45 % weiblich und 55 % männlich; 1 % bezeichneten sich als asiatisch, 3 % als schwarz/afroamerikanisch, 0 % als Hispanic/Latino und 81 % als weiß. 690 (22,1 %) arbeiteten auf einen weiteren Abschluss hin, sie waren graduates. Es lehrten 266 Dozenten an der Universität, davon 205 in Vollzeit und 61 in Teilzeit. Die ONU hatte 588 Mitarbeiter.
2020 wurde die Universität von rund 3.400 Studenten besucht und hatte über 650 Angestellte.
Die Colleges der Universität hatten folgende Studierendenzahlen: Geistes- und Naturwissenschaften (Arts & Sciences) 1.042, Wirtschaft (Business Administration) 307, Ingenieurwesen (Engineering) 570, Jura (Law) 148, Pharmazie (Pharmacy) 747.

## Berühmte Studenten
Zu den bekanntesten Studenten der Ohio Northern University gehören
- Anthony J. Celebrezze (1910–1998), US-amerikanischer Politiker
- Robert Franklin Jones (1907–1968), US-amerikanischer Politiker, Studienabschluss 1929
- Cassius Keyser (1862–1947), US-amerikanischer Mathematiker